# Gardes-orphenes de Lille
 (juillet 2024).
Les Gardes-orphenes de Lille sont une institution communale  lilloise qui existait du XIVe siècle à la Révolution française. Elle était chargée de protéger les orphelins mineurs et leurs biens, de contrôler les tutelles et de faire fructifier les biens des pupilles. L'institution était composée de cinq bourgeois.

## Historique
L'institution est créée au début du XIVe siècle. Le collège des gardes-orphenes était chargée de contrôler les tutelles des orphelins mineurs, de gérer et de faire fructifier leurs biens.
L'institution était composée de cinq bourgeois élus par les échevins pour un an à la Toussaint sur proposition du commissaire au renouvellement de la loy, officier du comte de Flandre chargé de nommer les membres du Magistrat.